# Culex grenieri
Culex grenieri är en tvåvingeart som beskrevs av Eouzan 1969. Culex grenieri ingår i släktet Culex och familjen stickmyggor.
Artens utbredningsområde är Kamerun. Inga underarter finns listade i Catalogue of Life.